# 皮奥伊州邦普林西皮奥
皮奥伊州邦普林西皮奥（葡萄牙語：Bom Princípio do Piauí）是巴西皮奥伊州的一个市镇。总面积521.571平方公里，总人口5273人，人口密度10.1人/平方公里。